# Laddonia
Laddonia és una població dels Estats Units a l'estat de Missouri. Segons el cens del 2000 tenia 620 habitants.

## Demografia
Segons el cens del 2000, Laddonia tenia 620 habitants, 254 habitatges, i 170 famílies. La densitat de població era de 435,2 habitants per km².
Dels 254 habitatges en un 29,9% hi vivien nens de menys de 18 anys, en un 50,4% hi vivien parelles casades, en un 11,8% dones solteres, i en un 32,7% no eren unitats familiars. En el 28,7% dels habitatges hi vivien persones soles el 18,1% de les quals corresponia a persones de 65 anys o més que vivien soles. El nombre mitjà de persones vivint en cada habitatge era de 2,44 i el nombre mitjà de persones que vivien en cada família era de 2,95.
Per edats la població es repartia de la següent manera: un 26,6% tenia menys de 18 anys, un 7,6% entre 18 i 24, un 27,4% entre 25 i 44, un 22,1% de 45 a 60 i un 16,3% 65 anys o més.
L'edat mediana era de 38 anys. Per cada 100 dones de 18 o més anys hi havia 89,6 homes.
La renda mediana per habitatge era de 31.250 $ i la renda mediana per família de 33.333 $. Els homes tenien una renda mediana de 23.125 $ mentre que les dones 21.250 $. La renda per capita de la població era de 17.516 $. Entorn del 3,4% de les famílies i el 4,4% de la població estaven per davall del llindar de pobresa.

## Poblacions més properes
El següent diagrama mostra les poblacions més properes.